# Motorvägar i Thailand
Motorvägar i Thailand.
Total längd: 3 502 km

## Motorvägssträckor i Thailand
- 1: Bangkok - Saraburi - Lopburi, Thakli - Chai Nat, Nakhon Sawan - Kamphaeng Phet - Tak - Lampang, Phayo - Chiang Rai - Burmas gräns 765 km
- 2: Saraburi - Nakhon Ratchasima - Khon Kaen - Udon Thiani 444 km
- 3: Bangkok - Chonburi - Rayong - Chanthaburi - Trat 315 km
- 4: Bangkok - Nakhon Pathom - Ratchaburi - Petchaburi - Chumphon, Hat Yai - Malaysias gräns 532 km
- 7: Bangkok - Bang Lamung 119 km
- 9: Ring Bangkok 168 km
- 11: Lampang - Chiang Mai 106 km
- 32: Bangkok - Ayutthaya - Nakhon Sawan 181 km
- 34: Bangkok - Chonburi 33 km
- 35: Bangkok - Pak Tho 79 km
- 41: Surat Thani - Wiang Sa, Chumphon - Chaiya 174 km
- 42: Mayo - Narathiwat 64 km
- 43: Rattaphum - Hat Yai - Chana 65 km
- 117: Phitsanulok - Sam Ngam 38 km
- 118: Chiang Mai - Doi Saket 15 km
- 304: Nakhon Ratchasima - Pak Thong Chai 38 km
- 321: Suphan Buri - U-Thong 40 km
- 323: Ban Pong - Kanchanaburi 69 km
- 340: Bangkok - Suphan Buri 72 km
- 344: Klaeng - Chonburi 105 km
- 347: Bangkok Thruway 45 km
- 401: Phunpin - Surat Thani - Kanchanadit 35 km